# Nieporęt (przystanek kolejowy)
Nieporęt – przystanek kolejowy w Nieporęcie, w województwie mazowieckim, w Polsce. Na przystanku osobowym znajduje się peron jednokrawędziowy. Na peronie znajduje się tablica z nazwą stacji i ławka dla oczekujących na pociąg.

## Ruch pasażerski[1]
| Rok  | Wymiana pasażerska na dobę |
| ---- | -------------------------- |
| 2017 | 0-9                        |
| 2018 | 0-9                        |
| 2019 | 0-9                        |
| 2020 | 100-149                    |
| 2021 | 50-99                      |
| 2022 | 50-99                      |
| 2023 | 150-199                    |

## Połączenia
| Przewoźnik         | Linia   | Trasa                                                          |
| ------------------ | ------- | -------------------------------------------------------------- |
| SKM Warszawa       | S40     | Piaseczno – Warszawa Gdańska – Wieliszew – Nieporęt – Radzymin |
| Koleje Mazowieckie | RE91/92 | Tłuszcz – Nieporęt – Modlin – Nasielsk – Sierpc                |